# 武禹襄
武 禹襄（ぶ うじょう、Wu Yu Xiang、1812年 - 1880年）は、中国武術の武式太極拳の創始者。
姓は武、諱は河清。字は禹襄。中国河北省永年県広府鎮東街に生まれ、清の秀才とされた。武家は、広府鎮の四大名家のひとつで、長兄澄清（字は秋瀛）、次兄汝清（字は酌堂）とそろって、三兄弟とも武術を好んだ。
楊露禅とは幼馴染で始めは共に洪拳を学ぶ。その後、広府鎮の太和堂（陳家溝の一族が経営する薬店）にて楊露禅と共に「綿拳（陳式太極拳）」を学び研鑽する。楊露禅が陳家溝から帰ると、彼を通じて陳長興の太極拳（大架式）を学ぶ。その後武禹襄自身も、陳家溝に出向いて陳長興に指導を懇願するも、陳長興は老齢かつ多病のため断念。
その後、趙堡鎮の陳清萍に学ぶ。兄の武秋瀛が再発見した、王宗岳の『太極拳譜』などの理論的研究を続け、独自の工夫を加え、新たな武氏太極拳を創造し、姉妹の子の李経綸（りけいりん）と李承綸に伝えた。再発見された王宗岳の『太極拳譜』の原本は焼失したと伝えられ、李経綸が王宗岳、武禹襄、李経綸の太極拳の理論を手写し、自身と李承綸と郝為真に配った『老三本』が、現在知られている王宗岳の『太極拳譜』の根本とされる。
武禹襄の著作としては、『十三勢行功要解』、『太極拳解』、『太極拳論要解』、『十三勢説略』などがある。